# ウィ・ビロング
「ウィ・ビロング」（"We Belong"）は、エリック・ローウェンとダン・ナヴァロによって書かれた楽曲である。アメリカのロック歌手であるパット・ベネターが歌うこの曲は彼女の6枚目のアルバム『トロピコ』（1984年）のリードシングルとして発売された。アメリカ合衆国の『ビルボード』 Hot 100のシングル・チャートでは最高5位であったが、これは彼女のシングル曲の中では「愛の嵐」と並んで最高順位である。また『ビルボード』のトップ・ロック・トラックでは最高3位、アダルト・コンテンポラリーでは最高34位であった。
グラミー賞最優秀女性ポップ・ボーカル・パフォーマンス賞にはリンダ・ロンシュタット、ティナ・ターナー、マドンナ、ホイットニー・ヒューストンと並んでノミネートされた。カナダでは5000枚を売り上げてゴールド認定された。
2006年のウィル・フェレル主演映画『タラデガ・ナイト オーバルの狼』と2018年のスーパーヒーロー映画『デッドプール2』で使用された。

## チャートと認定
| チャート (1984)                                 | 最高 順位 |
| ----------------------------------------------- | --------- |
| オーストラリア (ケント・ミュージック・レポート) | 7         |
| ベルギー (Ultratop 50 Flanders)                 | 16        |
| ベルギー (VRT Top 30 Flanders)                  | 18        |
| フランス (IFOP)                                 | 72        |
| ドイツ (GfK Entertainment charts)               | 9         |
| オランダ (Single Top 100)                       | 13        |
| オランダ (Dutch Top 40)                         | 10        |
| スイス (Schweizer Hitparade)                    | 5         |
| US Adult Contemporary (Billboard)               | 34        |
| US Mainstream Rock (Billboard)                  | 3         |
| US Cash Box                                     | 6         |

| チャート (1985)                      | 最高 順位 |
| ------------------------------------ | --------- |
| オーストリア (Ö3 Austria Top 40)     | 12        |
| カナダ トップシングルス (RPM)        | 8         |
| カナダ (CHUM)                        | 10        |
| アイルランド (IRMA)                  | 8         |
| ニュージーランド (Recorded Music NZ) | 7         |
| UK シングルス (OCC)                  | 22        |
| US Billboard Hot 100                 | 5         |

| チャート (1985)                                 | 順位 |
| ----------------------------------------------- | ---- |
| オーストラリア (ケント・ミュージック・レポート) | 68   |
| アメリカ合衆国 ビルボード Hot 100               | 39   |

| 国/地域                    | 認定 | 認定/売上数 |
| -------------------------- | ---- | ----------- |
| カナダ (Music Canada)      | Gold | 5,000^      |
| ^ 認定のみに基づく出荷枚数 |      |             |